# ザ・ヘディントン・シャーク

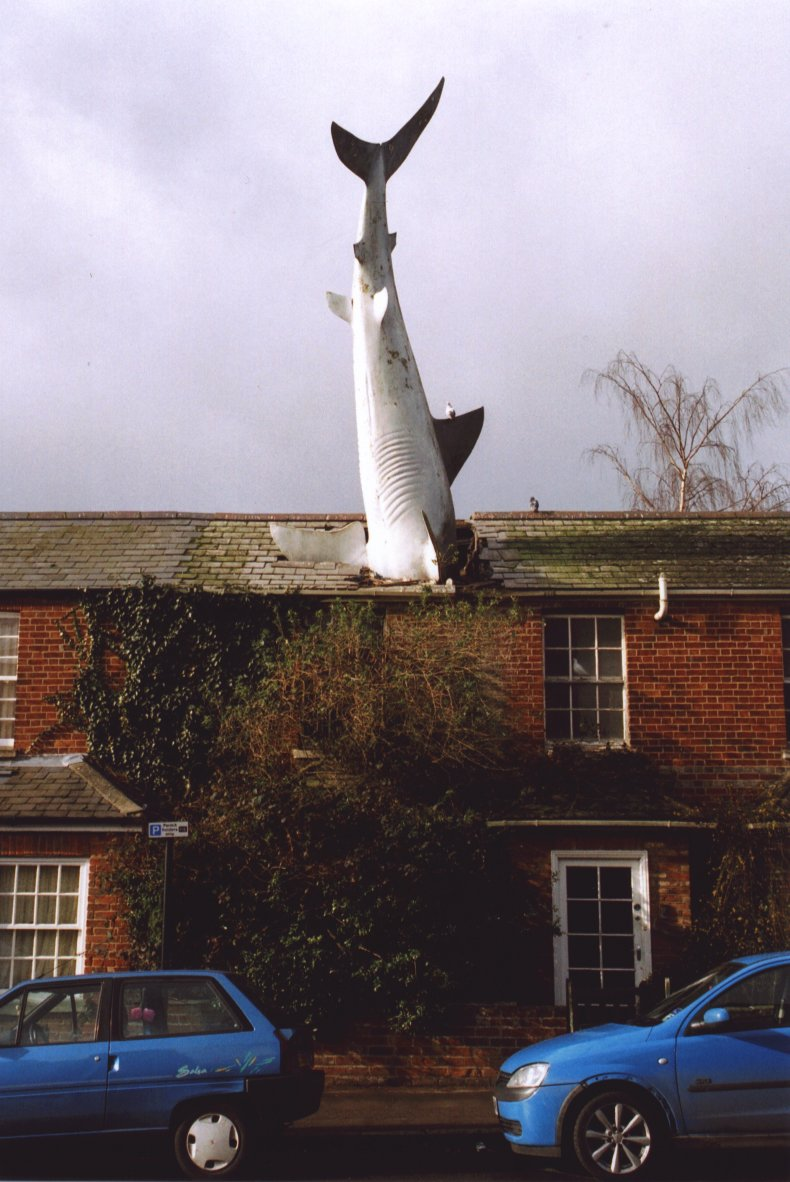
ザ・ヘディントン・シャーク

ヘディントン・シャーク（The Headington Shark）は、イングランドのオックスフォードにある地区、ヘディントンのニュー・ハイストリート2番地に位置する、頭から屋根に突っ込んでいるサメを模した彫刻の俗称。正式名称は「無題1986年（Untitled 1986）」。

## 概要
ザ・ヘディントン・シャークが最初に現れたのは1986年8月9日である。地元のラジオ司会者でいまだにこの邸宅を所有しているビル・ヘインによると、このサメは人々が原子力やチェルノブイリ、長崎の原爆といったもの対して抱く無力さや怒り、絶望といった感覚の屋根に穴を開けているのだという。彫刻は計203キログラム、25フィート、ガラス繊維強化プラスチック製で、「無題1986年（Untitled 1986）」と名付けられた（これは邸宅の門に書かれている）。彫刻はさらに、長崎に原爆が落とされてから41周年目に建てられた。
彫刻家のジョン・バックリーにより作られたこのサメは、当初論争を巻き起こした。オックスフォード市議会は安全性の観点からサメの彫刻を地面に下ろそうとしたものの、建築許可が得られなかった。しかし、地元の熱い後援もあり、結局この問題は環境省の置かれている中央政府にまで持ち込まれ、サメがそのまま同位置に留まっても良いという許可が下された。